# Marcel Grossmann
Marcel Grossmann (n. 9 aprilie 1878, Budapesta, Austro-Ungaria – d. 7 septembrie 1936, Zürich, cantonul Zürich, Elveția) a fost un matematician elvețian, coleg de clasă și prieten al lui Albert Einstein.

## Biografie
S-a născut la 9 aprilie  în anul 1878 la Budapesta.  Provine dintr-o familie de industriași elvețieni, producători de textile. În anul 1900 a absolvit Școala Federală Politehnică de la Zürich și a devenit asistentul geometrului Wilhelm Fiedler. A continuat să țină cursuri în școlile superioare din Elveția, și, paralel, să se ocupe de geometria non-euclideană. În anul 1902 și-a luat doctoratul cu teza "Proprietăți metrice ale structurilor colineare". În anul 1907 a fost numit profesor deplin de geometrie descriptivă la Școala superioară Politehnică de la Zürich.
În anul 1910 a fost unul dintre fondatorii societății matematice din Elveția. În anii 1912 și 1920 a fost invitat în plenul Congreselor internaționale de matematică de la Cambridge (Marea Britanie) și Strasbourg (Franța).

## Prietenia cu Einstein
Grossman a fost unul dintre prietenii lui Albert Einstein din anii de studii al Zürich, și unul dintre cei, care l-au influențat în interesul pentru problemele spațiului și timpului și a geometriei neeuclideene. 
Albert Einstein nu frecventa regulat cursurile de la Politehnică, astfel, că notele de curs, făcute de Grossmann l-au ajutat pe Albert să recupereze materiile. Ulterior tatăl lui Marcel Grossmann l-a ajutat pe Albert Einstein, să-și găsească o slujbă la Biroul de patente de la Berna, iar mai târziu,Grossmann l-a ajutat să se restabilească la Politehnicumul de la Zürich ca profesor de fizică, de unde fusese concediat. Astfel, este natural, că Grossmann a fost și un coautor al lui Einstein a unor lucrări de gravitație. 
Tocmai Marcel Grossmann a fost acela, care l-a convins pe Einstein să studieze geometria neeuclideană, care este aboslut necesară, pentru a construi o teorie veridică a spațiului și timpului.Unii autori susțin, că tot Grossmann i-a predat lui Einstein analiza tensorială.
Grossman l-a introdus pe Einstein  în calculul diferențial absolut, început de Christoffel, și finisat de Levi-Civita și Ricci-Curbastro.
Astfel Grossmann l-a ajutat pe Einstein să realizeze sinteza unică a cunoștințelor necesare pentru elaborarea Teoriei Relativității generale.
În anul 1913 au publicat împreună lucrarea "Schiță a Teoriei generale a Relativității și a Teoriei Gravitației" , iar în anul 1914: "Proprietăți covariante ale ecuațiilor câmpului gravitațional, bazate pe teoria Relativității generale".

## Decesul și memoria
Marcell Grossmann a decedat la 7 septembrie în anul 1936 de scleroză multiplă. Comunitatea internațională a relativiștilor organizează odată la 3 ani întrunirile internaționale Marcell Grossmann, în cinstea marelui om de știință.

## Despre
- Pais, Abraham (1982). Subtle is the Lord: the science and life of Albert Einstein. Oxford: Oxford University Press. ISBN 0-19-853907-X.